# 中島城 (尾張国)

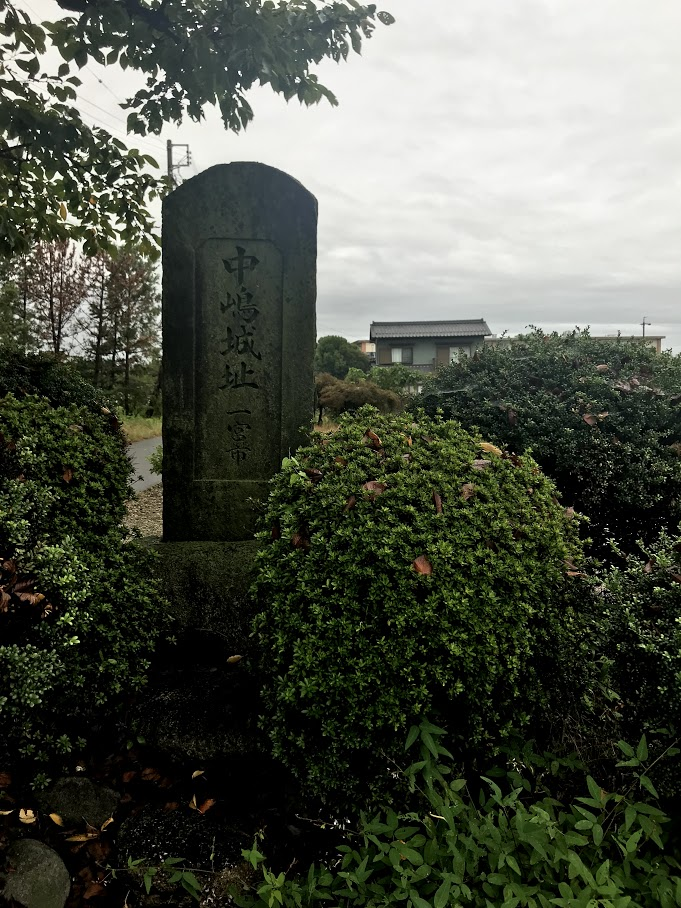
中島城址　石碑　一宮市

中島城（なかしまじょう）は、尾張国中島郡中島村（現愛知県一宮市萩原町中島）にあった鎌倉時代から戦国時代にかけての日本の城。豪族中島氏（中嶋氏）の居城（日本の城）。

## 城主
- 尾州中島城主本居山城守 源氏孝（戦国時代）

## 略歴
承久3年（1221年）6月5日に嵯峨源氏の流れをくむ中島氏が当地に土着したと伝えられる。
城主は中島左衛門尉宣長を名乗り、子孫は歴代中島蔵人とも号した。
戦国時代中期以降、織田信長らにより落城したが領地を得た。
落城後、中島氏は豊臣秀吉の家臣となり、中島式部少輔氏重（のち中島氏種）は大坂城に移り大坂七手組頭に任じられた。

## 資料
- 中島城址碑（愛知県一宮市萩原町中島字北方北浦）
  - 「尾張ノ豪族中嶋氏ノ城址ナリ　中嶋氏ハ嵯峨源氏ノ末流　平安末期コノ地ヲ領シテ勢アリ　城主ノ子滅宗　妙興寺ヲ創建スルヤ百町歩ヲ寄進ス　城ハ室町末期廃サレ　一族全国ニ散在ス」一宮市長